# Georges Charachidzé
 Georges Charachidzé, né le 11 février 1930 à Paris et mort le 20 février 2010 dans la même ville, français d'origine géorgienne, est un linguiste et historien de la Géorgie et plus généralement du Caucase.

## Biographie
Georges Charachidzé est le fils de David Charachidzé (1886-1935), journaliste et membre de l'Assemblée constituante de Géorgie, qui dut fuir son pays après l'invasion soviétique de la Géorgie (1921) et s'installa à Paris. David Charachizé épousa une institutrice française qui donna naissance à Georges Charachidzé. Ce dernier apprit le géorgien en même temps que le français et fut en contact avec la communauté géorgienne de France, notamment celle de Leuville-sur-Orge.
En 1953, il rencontre Georges Dumézil qui va diriger sa thèse de doctorat sur le Système religieux de la Géorgie païenne et l'influencer profondément. Il entre ensuite au CNRS.
Ne pouvant se rendre dans le Caucase pendant la période soviétique, il fait de nombreux voyages en Turquie où il peut rencontrer les membres de la plupart des communautés caucasiennes en exil. Il apprend une dizaine de langues caucasiennes en plus du géorgien, comme le mingrélien et l'ossète.
De 1965 à 1998, il enseigne le géorgien à l'INALCO, comme professeur, et à l'École pratique des hautes études (IVe section), comme chargé de conférences.
En 1984, il préside la Société de linguistique de Paris. Avec Dumézil, il fonde en 1985 la Revue des études géorgiennes et caucasiennes, qu'il a dirigée.
Il est élu correspondant de l'Académie des inscriptions et belles-lettres le 19 mars 1999. Il était membre étranger de l'Académie des sciences de Géorgie.
Il meurt le 11 février 2010 et est inhumé au carré géorgien du cimetière de Leuville-sur-Orge.

## Décorations
- Commandeur de l'ordre des Palmes académiques (1998)[3]

## Publications
- Le système religieux de la Géorgie païenne : analyse structurale d’une civilisation, Paris, Maspero, 1968.
- Introduction à l’étude de la féodalité géorgienne : le Code de Georges le Brillant, Paris, Droz, 1971.
- Articles dans le Dictionnaire des mythologies et des religions des sociétés traditionnelles et du monde antique, Yves Bonnefoy éd., Paris, Flammarion, 1981 : « Arménie. La religion et les mythes », « Caucase du Nord », « Géorgie. La religion et les mythes des Géorgiens de la montagne », « Les Ossètes ».
- Prométhée ou le Caucase : Essai de mythologie contrastive, Flammarion, coll. « Nouvelle bibliothèque scientifique » (1re éd. 1986).
- La mémoire indo-européenne du Caucase, Paris, Hachette, 1987.